# Quincy Girigorie
Quincy Charlon O'Brein Girigorie (7 april 1980) is een Curaçaos politicus. Sinds 29 mei 2017 is hij minister van Justitie in het Kabinet-Rhuggenaath.
Girigorie volgde achtereenvolgens de HAVO en het VWO aan het Radulphus College in Willemstad. In 2000 ging hij rechten studeren aan de Universiteit van de Nederlandse Antillen. Na zijn afstuderen was hij van 2007 tot 2009 werkzaam in de financiële dienstensector. Hierna stapte hij over naar de advocatuur. Hij werkte eerst als advocaatstagiaire bij de Soliana Bonapart & Aardenburg Advocaten en nadien als advocaatmedewerker bij Triple A Attorneys. In 2012 werd hij aangesteld als docent aan de sociaal-economische faculteit van de Universiteit van Curaçao, waar hij colleges rechtswetenschap, strafrecht en ondernemingsrecht verzorgde.
Girigorie is lid van de politieke partij Partido Alternativa Real (PAR). Op 29 mei 2017 werd hij benoemd tot minister van Justitie in het kabinet-Rhuggenaath. Als de verantwoordelijke bewindspersoon voor het vreemdelingen- en vluchtelingenbeleid kwam de instroom aan vluchtelingen op Curaçao als gevolg van de Venezolaanse humanitaire, economische en politieke crisis hem op kritiek te staan. Lokaal en internationaal wezen bezorgde burgers en organisaties, waaronder de Ombudsman van Curaçao, Refugees International en VluchtelingenWerk Nederland, op de mensenrechtenschendingen bij de vluchtelingenopvang. 